# Schlacht von Rhodos (1912)
Tripolis – Mechiya Oasis – Al-Hani – Preveza – Kuwayfia – Tobruk – Ain Zara – Al-Qunfudha – Beirut – Al-Fwaihat – Derna – Rhodos – Zanzur – Misrata – Sidi Bilal

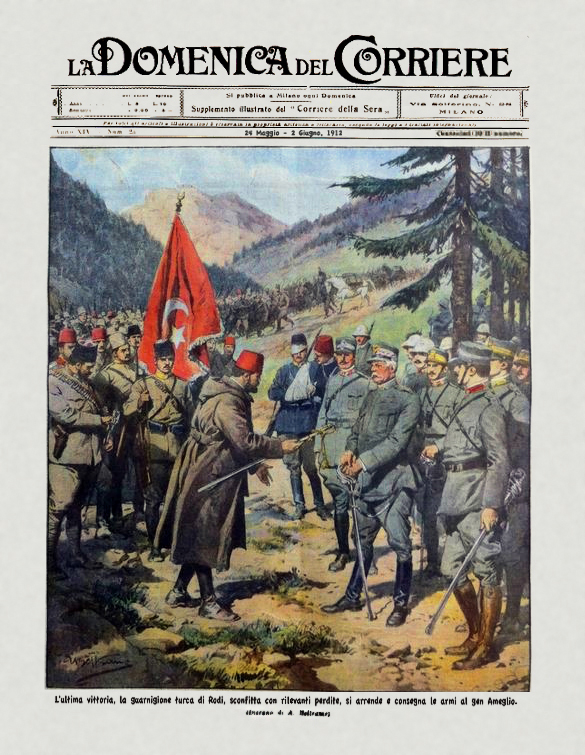
16. Mai 1912: Kapitulation der türkischen Truppen bei Psithos

Die Schlacht von Rhodos wurde im Mai 1912 als Teil des Italienisch-Türkischen Krieges geschlagen. Italienische Truppen unter Generalleutnant Giovanni Battista Ameglio landeten auf der Insel und kämpften gegen die osmanische Garnison. Nach dreizehn Tagen des Kampfes endete damit die beinahe 400-jährige osmanische Herrschaft über die Insel. Die Schlacht war die wichtigste Operation der italienischen Armee in der Ägäis.
Die Stärke der italienischen Streitkräfte betrug etwa 9.000 bis 10.400 Mann. Sie wurden von einer Flotte von Kriegsschiffen der Regia Marina unterstützt. Viele der italienischen Soldaten waren Veteranen der Kampagnen in Libyen, die von Bengasi und Tobruk verlegt worden waren. Die Regia Marina begannen mit der Offensive einige Tage vor der Landung auf See. Am 1. Mai kappte die italienische Flotte die Kommunikationskabel, die Rhodos mit dem Festland verbanden (⊙). Die Landung am Strand von Kalithea begann um 4:00 Uhr morgens am 4. Mai und dauerte bis 14:00 Uhr, als die Italiener begannen, ihre Truppen in Richtung auf die Stadt Rhodos in Bewegung zu setzen. Bis dahin gab es keinen Widerstand. Die Garnison der Osmanischen Armee bestand aus ca. 1.000 Soldaten und Offizieren, die nur ein geringes Kontingent an Waffen zur Verfügung hatten. Weitere 10.000 Milizionäre wurden noch kurzfristig aus der ansässigen muslimischen Bevölkerung rekrutiert. Anfangs überschätzten die Italiener die osmanische Garnison auf 2.000 bis 5.000 Mann und warteten daher zunächst ab, bis sie genug Männer für die Attacke zusammengezogen hatten. Rhodos war durch Befestigungsanlagen geschützt, aber das wurde von den türkischen Streitkräften nicht genützt und spielte in der Schlacht keine Rolle. Die erste Verteidigungslinie der Osmanen lag am Smith Plateau (⊙), wo einige Hundertschaften stationiert waren. Italienische Verbände attackierten die Stellungen, während elf italienische Schiffe das Ziel bombardierten. Dabei erlitten die Türken schwere Verluste. Auf italienischer Seite gab es dagegen nur sieben Verwundete. Die osmanischen Streitkräfte zogen sich in der Nacht in die Berge um Psithos zurück. Die Italiener rückten auf zwei Kilometer an Rhodos heran und hielten um 19:00 Uhr an. Als sich die Stadt am nächsten Morgen um 10:00 Uhr ergab, marschierten die Italiener ohne Gegenwehr ein.
Zu gleicher Zeit kam es zu einer zweiten Landung im Westen bei Kalavarda und Malona. Am 7. Mai wurde der Wali von Rhodos zusammen mit mehr als 100 anderen Beamten durch ein Kommando des Zerstörers Ostro festgenommen. Die Türken hatten versucht, von der Insel zu fliehen und wurden hingegen am 11. Mai als Gefangene nach Tarent gebracht. Generalleutnant Ameglio führte die Offensive am 15. Mai noch einmal gegen die Besatzung rund um Psithos. Durch die Truppen, die bei Kalavarda und Malona gelandet waren, war es Ameglio ein leichtes, die türkischen Kontingente von drei Seiten einzukesseln, während das Schlachtschiff Ammiraglio di Saint Bon die Truppen von der vierten Seite bombardierte. Nach einer neunstündigen Schlacht gaben sich die Türken geschlagen und die Schlacht war beendet, als die türkischen Kommandanten am nächsten Tag, dem 16. Mai, sich offiziell ergaben. 83 Türken wurden bei Psithos getötet, 26 verwundet und 983 ergaben sich. Die verbleibenden 10.000 Milizionäre kehrten nach Hause zurück. In der Schlacht wurden vier Italiener getötet und 26 verwundet. Nach 391 Jahren muslimischer Herrschaft wurde Rhodos wieder von einer christlichen Macht erobert.